# Distrikt Uco
Der Distrikt Uco liegt in der Provinz Huari in der Region Ancash in West-Peru. Der Distrikt wurde am gegründet. Er besitzt eine Fläche von 51,7 km². Beim Zensus 2017 wurden 1368 Einwohner gezählt. Im Jahr 1993 lag die Einwohnerzahl bei 2021, im Jahr 2007 bei 1786. Die Distriktverwaltung befindet sich in der 3336 m hoch gelegenen Ortschaft Uco mit 716 Einwohnern (Stand 2017). Uco liegt 32 km ostnordöstlich der Provinzhauptstadt Huari.

## Geographische Lage
Der Distrikt Uco liegt am rechten Flussufer des nach Norden strömenden Río Puchca im Nordosten der Provinz Huari.
Der Distrikt Uco grenzt im Westen an die Distrikte Aczo und Chingas (beide in der Provinz Antonio Raymondi), im Osten an den Distrikt Paucas sowie im Süden an den Distrikt Anra.